# Sleepaway Camp IV: The Survivor
Sleepaway Camp IV: The Survivor è un film del 1992 diretto da Jim Markovic e John Klyza.
Si tratta del quarto film della serie horror Sleepaway Camp e, come i suoi tre predecessori, non è mai stato distribuito in Italia.
Iniziato nel 1992, il film rimase incompleto per molti anni a causa del fallimento della casa di produzione. Venne completato nel 2012 aggiungendo al girato alcune scene di repertorio prelevate dai primi tre film della serie.

## Trama
Allison Kramer, sopravvissuta ai massacri avvenuti nel primo film, è tormentata da incubi che la costringono a rivisitare il luogo del campeggio. Impossibilitata a ricordare gli eventi a causa di un blocco mentale, la ragazza cerca l'aiuto di uno psichiatra nella speranza di curare la sua insonnia.
Dopo numerose visite e alcune sedute d'ipnosi, il Dr. Lewis la informa che lei è sopravvissuta ad un massacro avvenuto oltre venti anni prima in un campo estivo. Poiché la ragazza non crede a quanto detto dal dottore, questi la invita a recarsi nel pomeriggio sul luogo ove avvenne il massacro, nella speranza che così inizi a ricordare.
Giunta sul luogo, Allison trova il campo chiuso ed abbandonato e il terreno su cui esso sorge è ora di proprietà federale. La ragazza inizia a ricordare alcune cose e poi si reca alla ricerca del ranger Jack, che il suo psicologo gli ha consigliato di incontrare. Tuttavia il ranger cerca di avere un rapporto sessuale con lei, costringendo Allison alla fuga. Il ranger però la insegue nel bosco. La ragazza corre finché non è stremata e qui incontra un cacciatore, Eugene.
Più tardi, Allison si avvicina al ranger con una pistola e minaccia di ucciderlo se non starà lontano da lei. Il cacciatore le si avvicina e lei gli spara. Nella scena seguente, Allison è in piedi sotto il sole con un coltello in mano. Il ranger le si avvicina, lei si volta e il film si interrompe mentre Allison sta per colpire il ranger col coltello. La scena seguente mostra una cabina all'interno della quale è presente il corpo del ranger ed i titoli di coda scorrono sull'immagine del cadavere dell'uomo.

## Produzione
Le riprese del film iniziarono nell'ottobre 1992 ma mentre erano in corso, la casa di produzione, la Double Helix Films, finì in bancarotta portando così all'abbandono del progetto. Prima che la produzione fosse interrotta erano stati girati solamente 34 minuti di film. Inoltre era già stata realizzata la locandina del film ed il suo trailer cinematografico.
Nel 2002 le poche scene filmate furono incluse in un quarto disco bonus del cofanetto DVD "Sleepaway Camp Survival Kit".
Nel 2012 John Klyza, webmaster del sito Sleepawaycampfilms.com, ha terminato il film aggiungendo ai 34 minuti di scene girate diverse scene provenienti dai tre precedenti film della serie.
Alcuni fans, a causa della produzione fallimentare del film, non lo considerano come parte della serie e si riferiscono a Return to Sleepaway Camp come il quarto film della serie. Alcuni inoltre pensano che Allison sia in realtà Angela sotto mentite spoglie e per provare tale affermazione citano la somiglianza tra le due e il fatto che alcuni ricordi solamente Angela poteva averli.
Questo è l'ultimo film della serie a seguire la timeline del secondo e del terzo film. Return to Sleepaway Camp infatti ignora gli eventi accaduti nei tre sequel e si aggancia direttamente al film originale.